# Piazza San Francesco (Prato)
Situata nel centro storico di Prato, Piazza San Francesco è formata da un quadrilatero caratterizzato, sul lato est, dalla facciata della chiesa di San Francesco e l'annesso convento francescano dove si può ammirare la Cappella Migliorati. Sul lato Nord della Piazza si estende il Palazzo Banci Buonamici mentre a est troviamo la Biblioteca Roncioniana ed il Palazzo Geppi Naldini. Al centro della piazza si staglia l'ottocentesco obelisco dedicato a Giuseppe Garibaldi. Interessante la cosiddetta Fontana dei Delfini, opera settecentesca dello scultore Pietro Tacca.
Oggi la piazza ha perlopiù funzione di parcheggio per autovetture e motocicli e solo la parte antistante alla chiesa è pedonalizzata.

## Storia
Il nome attuale della piazza viene attribuito nel XIV secolo andando a sostituisce il suo vecchio nome Piazza dell’Appianato. In questo luogo infatti si trovavano le macerie del vecchio Castrum Prati, da cui prese origine la città.
Nel novembre 1889, la piazza cambiò il nome in Piazza XX settembre, giudicando quella data il "compimento della libertà e della definitiva unità tra italiani". Il 16 settembre 1926, l’amministrazione in carica cambiò nuovamente il nome della piazza in San Francesco.

## Curiosità
Ogni anno si svolgeva, fino alla metà dell'Ottocento, un palio, tra porta Santa Trinità e piazza San Francesco, in onore dei miracoli della Madonna delle Carceri.
Il 17 giugno del 1809 vi assistette la duchessa Elisa Bonaparte Baciocchi, sorella di Napoleone, al terrazzo di palazzo Banci Buonamici, mentre il popolo usufruiva di una tavola imbandita offerta gratuitamente.